# Fabian Hackhofer
Fabian Hackhofer (Vipiteno, 20 agosto 1990) è un ex hockeista su ghiaccio italiano, di ruolo difensore.

## Carriera

### Club
Cresciuto nelle giovanili dei Vipiteno Broncos, ha esordito in prima squadra nella stagione 2007-2008.
Se si eccettua una stagione (2012-2013) con la maglia di un'altra squadra altoatesina della massima serie, il Renon, ha sempre giocato coi vipitenesi.
Aveva annunciato il ritiro al termine della stagione 2023-2024, per poi tornare sui suoi passi nel successivo mese di ottobre per un'ultima stagione: nel giugno del 2025 ha definitivamente lasciato l'hockey giocato.

### Nazionale
Ha disputato in maglia azzurra i mondiali under 20 del 2010.
Ha raccolto anche alcune presenze in nazionale maggiore, ma senza disputare i mondiali.